# Première dame d'honneur

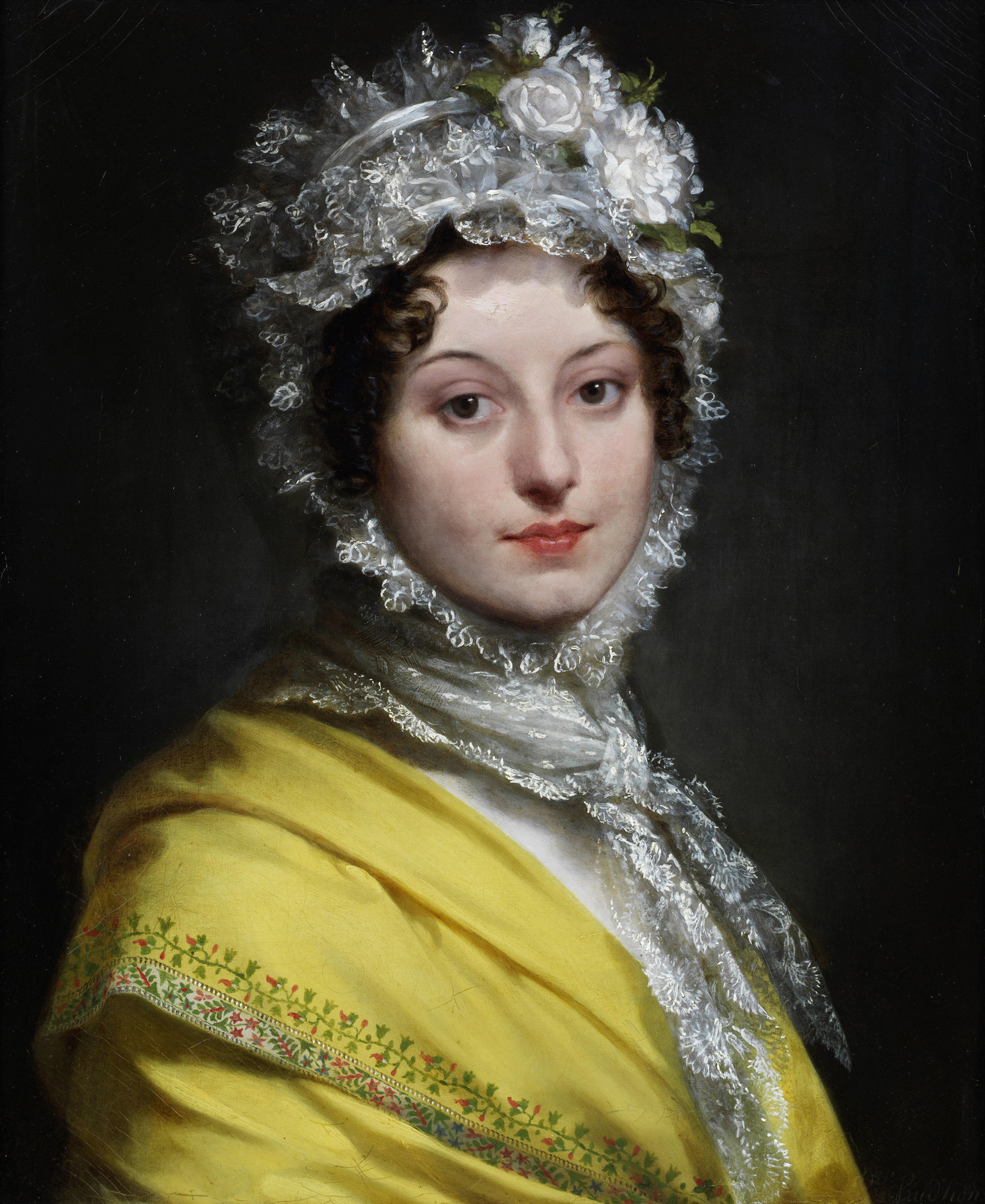
Prud'hon - Louise Antoinette Scholastique Guéheneuc (1782-1856).

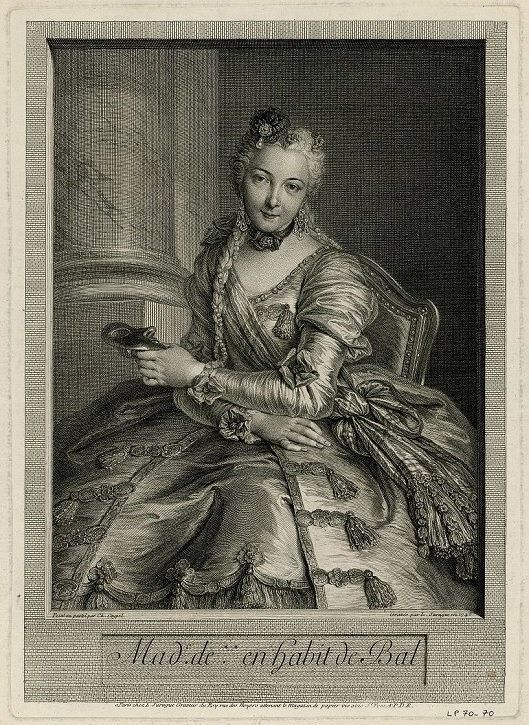
Condesa de Noailles.

Première dame d'honneur ('Primera dama de honor'), o simplemente dame d'honneur ('dama de honor'), era una oficina en la corte real de Francia. Existió en casi todas las cortes francesas desde el siglo XVI en adelante. Aunque las tareas del puesto cambiaron, la dama de honor era normalmente la primera o segunda fila de todas las damas de honor. La dama de honor fue seleccionada entre los miembros de la más alta nobleza francesa. 

## Historia
La oficina fue creada en 1523. La tarea de la dame d'honneur era supervisar a las cortesanas, controlar el presupuesto, ordenar las compras necesarias y organizar la cuenta anual y la lista del personal; ella supervisó la rutina diaria, y asistió a las funciones de la corte ordinarias y ceremoniales, así como también escoltó y presentó a aquellos que buscaban audiencia con la reina. Tenía las llaves de las habitaciones personales de la reina en su poder. 
Cuando la dame d'honneur estaba ausente, fue reemplazada por la dame d'atour, que normalmente tenía la responsabilidad de supervisar el vestuario y las joyas de la reina además de vestir a la reina.
En 1619, se creó la oficina del Surintendante de la Maison de la Reine, o simplemente surintendante. El surintendante tenía aproximadamente las mismas tareas que la dame d'honneur: recibir el juramento del personal femenino antes de asumir el cargo, supervisar la rutina diaria del personal y la reina, organizar las cuentas y la lista del personal, pero fue colocada en rango por encima de la dame d'honneur. Cada vez que el surintendante estaba ausente, la dame d'honneur la reemplazaba. El puesto de surintendante podría quedar vacante durante largos períodos, como entre la muerte de María Ana de Borbón en 1741 y el nombramiento de la princesa María Louise de Saboya en 1775. 
El término dama de honor también se ha utilizado como un término general para una dama de honor francesa (casada). A partir de 1523, el grupo de damas de honor (casadas) que asistían a la corte como acompañantes de la reina tenía el título de dame d'Honneur ('Dama de Honor', comúnmente solo 'dame'), de ahí el título 'Première dame d'honneur' ('Primera dama de honor') para distinguir entre la dama de compañía en jefe y las damas de honor (casadas) restantes. En 1674, sin embargo, una reforma reemplazó las posiciones tanto de la común (casado) dama de honor, así como la (soltera) fille d'honneur ('dama de honor') con el (casado) Dame du Palais.
El cargo de dame d'honneur fue revivido durante el Primer Imperio, cuando la principal dama de honor de la emperatriz tenía el mismo título.
Durante el Segundo Imperio, la gran dame d'honneur tenía la misma posición que antes, pero ahora fue clasificada formalmente por debajo de un segundo surintendante con el título de Grande-Maîtresse.

## Lista de Premières dames d'honneur a la reina de Francia

### Dama d'honneur aLeonor de Austria1532-1547
- 1530-1535: Louise de Montmorency
- 1535-?: Madame de Givry[7]
- Beatrix Pacheco d'Ascalona, condesa de Montbel d'Entremont

### Dame d'honneur aCatalina de Médici1547-1589
- 1547-1560: Françoise de Brézé
- 1560-1561: Jacqueline de Longwy
- 1561-1578: Philippe de Montespedon
- 1578-1589: Alphonsine Strozzi, condesa de Fiesque

### Dama d'honneur aMary Stuart1559-1560
- 1559-1560: Guillemette de Sarrebruck

### Dame d'honneur aIsabel de Austria1570-1574
- 1570-1574: Madeleine de Saboya

### Dame d'honneur aLuisa de Lorena1575-1601
- 1575-1583: Jeanne de Dampierre
- 1583-1585: Louise de Hallwyn de Cipierre (conjuntamente con de Randan)
- 1583-1601: Fulvie de Randan (conjuntamente con de Cipierre)

### Dame d'honneur aMaría de Médici1600-1632
- 1600-1632: Antoninette de Pons

### Dame d'honneur aAna de Austria1615-1666
Durante los primeros años en Francia, antes de que su séquito español fuera enviado de regreso a España, Ana tenía un titular de oficina francés y español en varios puestos de su corte. 
- 1615-1618: Inés de la Torre (conjuntamente con de Montmorency)
- 1615-1624: Laurence de Montmorency (conjuntamente con de la Torre)
- 1624-1626: Charlotte de Lannoy
- 1626-1638: Marie-Catherine de Senecey
- 1638-1643: Catherine de Brassac
- 1643-1666: Marie-Claire de Fleix

### Dame d'honneur aMaría Teresa de Austria-España1660-1683
- 1660-1664: Susanne de Navailles
- 1664-1671: Julie de Montausier
- 1671-1679: Anne de Richelieu
- 1679-1683: Anne-Armande de Crequy

### Dame d'honneur aMaría Leszczyńska1725-1768
- 1725-1735: Catherine-Charlotte de Boufflers
- 1735-1763: Marie de Luynes
- 1751-1761: Henriette-Nicole Pignatelli d'Egmont, duquesa de Chevreuse (diputada)
- 1763-1768: Anne de Noailles (primer término)

### Dame d'honneur aMaría Antonieta1774-1792
- 1774-1775: Anne de Noailles (segundo mandato)
- 1775-1791: Laure-Auguste de Fitz-James, princesa de Chimay
- 1791-1792: Geneviève de Gramont

### Dame d'honneur aJosefina de Beauharnais1804-1814
- 1804-1809: Adélaïde de La Rochefoucauld

### Dame d'honneur aMaría Luisa1810-1814
- 1810-1814: Louise Antoinette Lannes, duquesa de Montebello

### Dame d'honneur aMaría Teresa de Francia1814-1830
- 1814-1823: Bonne Marie Félicité de Sérent
- 1823-1830: duquesa de Damas-Cruz[8]

### Dame d'honneur aMaría Amelia de Nápoles y Sicilia1830-1848
- 1830-1849: Christine-Zoë de Montjoye, marquesa de Dolomieu[9]

### Dame d'honneur aEugenia de Montijo1853-1870
- 1853-1867: Pauline de Bassano
- 1867-1870: Marie-Anne Walewska